# 三池淵モッカ駅
三池淵モッカ駅（サムジヨンモッカえき）は朝鮮民主主義人民共和国両江道三池淵市に位置する朝鮮民主主義人民共和国鉄道省三池淵線の駅である。モッカ（못가）は「池のほとり」を意味する固有語であり、漢字表記は存在しない。